# De ondergang van de islamitische wereld. Een prognose
De ondergang van de islamitische wereld. Een prognose (ISBN 9789025437398, originele Duitse titel : Der Untergang der islamischen Welt: Eine Prognose, ISBN 9783426275443) is een boek uit 2010 van de Duits-Egyptische politicoloog en islamcriticus Hamed Abdel-Samad.
Daarin betoogt Abdel-Sammad dat de islam over zijn hoogtepunt is. Als grondoorzaak wijst hij op de tegenstelling dat hedendaagse moslims materiële verworvenheden van de moderne maatschappij wel consumeren, maar zich op geestelijk vlak niet openstellen voor evenzeer bij die moderne maatschappij behorende begrippen als vrijheid, gelijkheid en geloofskritiek. Bovendien zouden moslims in het westen enerzijds in grote mate financieel-economisch afhankelijk zijn van de westerse maatschappelijke ordening, maar tegelijkertijd de onderliggende morele waarden verachten. De kloof tussen leer en maatschappij neemt zo toe; de islam kan steeds slechter antwoorden bieden op de vragen van het moderne leven en verliest aan relevantie. Adbel-Samad ziet een oplossing in wat hij een "post-Koran-discours" noemt: een religieus-ethisch islamitisch reveil, weliswaar op basis van de Koran nadat men die evenwel de status als letterlijk woord Gods ontnomen heeft.